# Caprica (serial telewizyjny)
Caprica to tytuł amerykańskiego serialu z 2010 (zakończonego po nakręceniu jednego sezonu) mającego miejsce w universum serialu Battlestar Galactica, którego wydarzenia odbywają się 50 lat wcześniej. Serial został wyemitowany przez amerykańską stację Syfy (dawniej znaną jako SciFi Universal).

## Fabuła
Akcja serialu dzieje się na plancie Caprica w wysoko rozwiniętym społeczeństwie, które korzysta z licznych technologicznych udogodnień. Jednym z głównych bohaterów jest Joseph Adama, ojciec późniejszego dowódcy statku Battlestar Galactica, Williama Adamy.
Fabuła koncentruje się wokół problemu przeniesienia wirtualnego awatara do rzeczywistości.

## Obsada
- Eric Stoltz jako Daniel Graystone
- Esai Morales jako Joseph Adama
- Paula Malcomson jako Amanda Graystone
- Alessandra Torresani jako Zoe Graystone
- Magda Apanowicz jako Lacy Rand
- Sasha Roiz jako Sam Adama
- Polly Walker jako Sister Clarice Willow

## Lista odcinków
| Odcinek | Tytuł oryginału             | Tytuł polski           | Data premiery w USA  | Reżyseria       | Scenariusz                                         | Oglądalność w USA |
| ------- | --------------------------- | ---------------------- | -------------------- | --------------- | -------------------------------------------------- | ----------------- |
| 1       | Pilot                       | Pilot                  | 22 stycznia 2010     | Jeffrey Reiner  | Remi Aubuchon & Ronald D. Moore                    | 1 602 000         |
| 2       | Rebirth                     | Odrodzenie             | 29 stycznia 2010     | Jonas Pate      | Mark Verheiden                                     | 1 411 000         |
| 3       | Reins of a Waterfall        | Nieokiełznany wodospad | 5 lutego 2010        | Ronald D. Moore | Michael Angeli                                     | 1 128 000         |
| 4       | Gravedancing                | Taniec na grobie       | 19 lutego 2010       | Michael Watkins | Jane Espenson & Michael Angeli                     | 976 000           |
| 5       | There Is Another Sky        | Jest inne niebo        | 26 lutego 2010       | Michael Nankin  | Kath Lingenfelter                                  | 1 127 000         |
| 6       | Know Thy Enemy              | Znaj swojego wroga     | 5 marca 2010         | Michael Nankin  | Patrick Massett & John Zinman & Matthew B. Roberts | 1 155 000         |
| 7       | The Imperfections of Memory | Pamięć niedoskonała    | 12 marca 2010        | Wayne Rose      | Matthew B. Roberts                                 | 1 071 000         |
| 8       | Ghosts in the Machine       | Maszyna z duszą.       | 19 marca 2010        | Wayne Rose      | Michael Taylor                                     | 1 229 000         |
| 9       | End of the Line             | Koniec wiersza         | 26 marca 2010        | Roxann Dawson   | Michael Taylori                                    | 1 103 000         |
| 10      | Unvanquished                | Niezwyciężony          | 5 października 2010  | Eric Stoltz     | Ryan Mottesheard                                   | 889 000           |
| 11      | Retribution                 | Zapłata                | 12 października 2010 | Jonas Pate      | Patrick Massett & John Zinman                      | 840 000           |
| 12      | Things We Lock Away         | To, co chowamy głęboko | 19 października 2010 | Tim Hunter      | Drew Z. Greenberg                                  | 718 000           |
| 13      | False Labor                 | Fałsz                  | 26 października 2010 | John Dahl       | Michael Taylor                                     | 843 000           |
| 14      | Blowback                    | Wet za wet             | 2 listopada 2010     | Omar Madha      | Kevin Murphy                                       |                   |
| 15      | The Dirteaters              | Śmierciojady           | 9 listopada 2010     | John Dahl       | Matthew B. Roberts                                 |                   |
| 16      | The Heavens Will Rise       | Niebo się podniesie    | 16 listopada 2010    | Michael Nankin  | Patrick Massett & John Zinman                      |                   |
| 17      | Here Be Dragons             | Kraina smoków          | 23 listopada 2010    | Michael Nankin  | Michael Taylor                                     |                   |
| 18      | Apotheosis                  | Apoteoza               | 30 listopada 2010    | Jonas Pate      | Kevin Murphy & Jane Espenson                       |                   |